# Villa van Maxentius
De Villa van Maxentius was het paleis van keizer Maxentius aan de Via Appia bij Rome.
De villa maakte deel uit van een complex waartoe ook het Mausoleum van Maxentius en een circus behoorden.

## Geschiedenis van de Villa
De villa en de andere gebouwen werden tijdens de regering van Maxentius (306-312) gebouwd. Maxentius was een usurpator, die tijdens zijn korte regering opmerkelijk veel grote bouwwerken liet oprichten. In Rome zelf bouwde hij onder andere de Basilica van Maxentius en liet de Tempel van Venus en Roma herbouwen. Bovendien verdubbelde hij de hoogte van de Aureliaanse Muur.
Hij liet zijn villa op een heuvel bouwen, die tussen de derde en vierde mijlpaal aan de Villa Appia ligt. Het gebouw kwam op de plaats van een villa uit de 1e eeuw v.Chr.
Van dit gebouw werd het 115 meter lange kunstmatig platform gebruikt, waaronder de dubbele cryptoporticus (overdekte gangen) van het oudere gebouw lag. Een ander gebouwencomplex waarvan delen in het nieuwe paleis van Maxentius werden opgenomen, was de Triopion van Herodes Atticus, dat door de Griekse redenaar in de 2e eeuw was gebouwd. Daarnaast hoorden nog een wateropslagplaats en twee nymphaea uit de tweede helft van de 1e eeuw v.Chr bij de villa.
Het nieuwe paleis bestond uit een centrale hal van 33,10 bij 19,45 meter, waar andere kamers tegenaan waren gebouwd. De hal diende waarschijnlijk als audiëntiezaal.

## Mausoleum
In 309 overleed Maxentius' zoon Marcus Valerius Romulus. Hij liet voor hem bij het paleis een groot mausoleum bouwen, waarin het lichaam van Romulus werd bijgezet. Het Mausoleum was omgeven door een grote rechthoekige porticus. Het ronde mausoleum had een doorsnede van 22 meter en had twee verdiepingen. De ingang bestond, net als bij het Pantheon, uit een rechthoekige porticus. In het midden van het mausoleum stond een 7,5 meter brede zuil, waarin acht nissen waren gemaakt. In de buitenmuur waren nog acht andere nissen. In deze nissen konden de overleden familieleden worden bijgezet. Het is duidelijk dat dit mausoleum was bedoeld als graf voor de dynastie die Maxentius wilde stichten, maar vermoedelijk is alleen Romulus er begraven.

## Circus
Het circus was 513 meter lang en 91 meter breed en werd gebruikt voor wagenrennen.

## Restanten
Van de villa zijn slechts de fundamenten en enkele muren bewaard gebleven. Het mausoleum staat nog gedeeltelijk overeind; de eerste verdieping ligt half begraven, maar de tweede verdieping en het dak zijn verdwenen. Van het circus resteren twee starttorens, tribunes en de spina. Het is daarmee een van de best bewaarde circussen uit de oudheid.

## Bron
- F. Coarelli, Rome and environs - an archeological guide, Berkeley 2007. pp.388-393. ISBN 9780520079618